# Trom : Les falaises, le vent et la mort
Trom : Les falaises, le vent et la mort est une série dramatique télévisée féroïenne créée par Torfinnur Jákupsson à partir de l'adaptation des romans de la série Hannis Martinsson de l'auteur et critique littéraire féroïen Jógvan Isaksen. La série a été diffusée pour la première fois sur Kringvarp Føroya le 17 février 2022 et en France sur Arte en septembre 2022.

## Synopsis
Un journaliste reçoit inopinément un message de Sonja, une jeune fille qu'il ne connaît pas et qui lui dit que sa vie est en danger. Il arrive à temps pour participer aux recherches et retrouver le corps de la jeune fille. Dans un premier temps, malgré l'irrégularité des faits connus, les autorités pensent qu'il s'agit d'un accident. Hannis soupçonne que la mort de la jeune fille pourrait avoir un rapport avec l'activisme antichasse et que Ragnar, un homme d'affaires local, pourrait y être mêlé. Bien que l'officier de police chargé d'enquêter sur la mort de Sonia, Karla Mohr, soupçonne également Ragnar, elle dissimule des preuves qui auraient pu impliquer son propre fils.

## Distribution

### Principaux
- Ulrich Thomsen (VF : Boris Rehlinger) : Hannis Martinsson
- Maria Rich (da) (VF : Françoise Cadol) : Karla Mohr
- Olaf Johannessen (da) (VF : Pierre Tessier) : Ragnar í Rong
- Mariann Hansen (VF : Marie Chevalot) : Anita Ravn
- Helena Heðinsdóttir (fo) (VF : Maïa Michaud) : Sonja á Heyggi
- Gunnvá Zachariassen (da) : Aurora á Heyggi
- Sissal Drews Hjaltalin (VF : Zina Khakhoulia) : Jenny Mikkelsen

### Secondaires
- Frida av Fløtum : Turid Sonjudóttir
- Hans Tórgarð (da) (VF : Cyrille Monge) : Haraldur Martinsson
- Magnus Reinert Gásadal : Gunnar Mohr
- Hjálmar Dam : Gisli Bjarnason
- Páll Danielsen (fo) (VF : Gérard Darier) : Óðin í Útistovu
- Vígdis Hentze Olsen (fo) : Kirstin Hansen
- Brandur Teitsson : Trygvi í Rong

Version française dirigée par Viviane Ludwig au studio France.tv, d'après une adaptation des dialogues de Laurent Modigliani, Raphaële Sambardier, Florence Curet et Bérangère Alguemi.
 Source et légende : version française (VF) sur RS Doublage et cartons du doublage français.

## Fiche technique
- Créateur : Torfinnur Jákupsson adapté des romans de Jógvan Isaksen
- Adaptation et dialogue : Torfinnur Jákupsson et Donna Sharpe
- Réalisateur : Kasper Barfoeb
- Directeur de la photographie : Thomas Wildner
- Musique : Olavur Jakupsson
- Montage : Valdis Oskardóttir, Gudlaugur Andri Eyforsson, Andri Steinn Guddjonsson
- Producteurs : Rikke Ennis et Jon Hammer
- Sociétés de production : REinvent Studios, Arte, ZDF, True North et Nordic Entertainment Group

## Production
La production de Trom : Les falaises, le vent et la mort débute en mars 2021 et se termine fin 2021. La série a été tournée dans de nombreux endroits des îles Féroé, notamment à Tórshavn et ses environs, ainsi que dans des villages plus éloignés tels que Múli, Gjógv, Tjørnuvík, Velbastaður et Gasadalur.

## Diffusion
La série a été diffusée pour la première fois le 12 février 2022 lors d'un événement spécial à Tórshavn et a été diffusée le lendemain sur Kringvarp Føroya. Ele est disponible sur les plateforme de VOD à partir du 13 février via Viaplay en Suède, en Norvège et au Danemark, ainsi qu'en Australie via SBS On Demand. La série a été diffusée sur BBC Four au Royaume-Uni à partir du 9 juillet 2022 et diffusée en Irlande et en Belgique à l'automne 2022. Les six épisodes sont diffusés pour la première fois en France sur Arte en deux soirées, les 6 et 13 octobre 2022 puis sont disponibles sur la plateforme Arte.tv de la chaîne.